# Palacio de Bangabhaban
El Palacio de Bangabhaban (bengalí: বঙ্গভবন Bôngobhôbôn, lit. «Casa de Bengala») es la residencia oficial y el principal lugar de trabajo del Presidente de Bangladés, situada en la calle Bangabhaban, y la corta carretera que une la avenida Dilkusha, en Daca. Está rodeado por los Jardines de Bangabhaban (antes los Jardines de Dilkusha de Nawab). El sitio albergó la Casa de Gobierno de Dilkusha durante el dominio británico, que fue utilizada por el Virrey de la India y el Gobernador de Bengala. La casa fue la residencia oficial del Gobernador de Pakistán Oriental después de la creación de Pakistán. El presidente Abu Sayeed Chowdhury se convirtió en el primer presidente de Bangladés en residir allí tras prestar juramento el 12 de enero de 1971. La unidad del Regimiento de la Guardia del Presidente es responsable de la seguridad del palacio.

## Historia

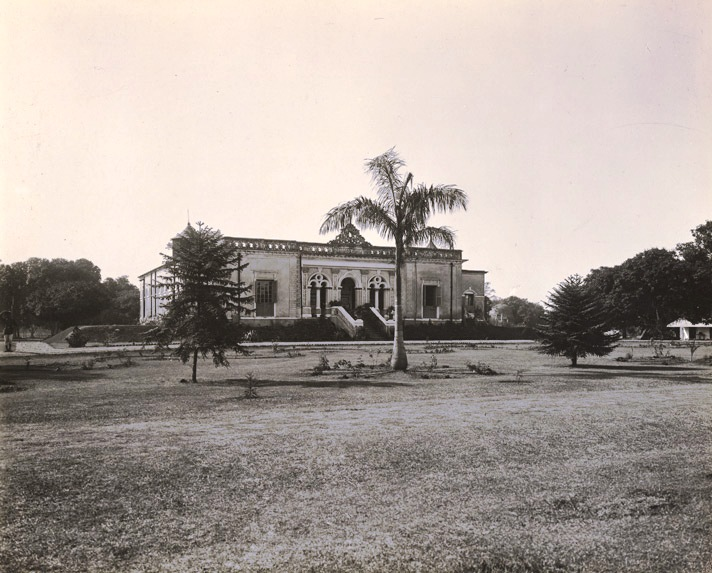
Manuk House en 1904, más tarde se convirtió en la Casa del Gobernador en Bengala y actualmente en Palacio de Bangabhaban.

Durante el período del sultanato de Bengala, un santo sufi, Hazrat Shahjalal Dakhini de Daca, y sus seguidores fueron asesinados por agentes del sultán y enterrados en el sitio de Bangabhaban. El sitio pronto se hizo famoso como un mazhar, (mausoleo) para los devotos del santo sufi. Se conjetura que perteneció a un zamindar durante el período del   gobierno británico, Nawab Khwaja Abdul Ghani de Daca compró el lugar y construyó allí un bungaló, al que llamó «Jardín de Dilkusha».
Con la primera partición de Bengala en 1905 propuesta por George Curzon, el gobierno de Bengala Oriental y Assam compró el sitio y construyó una casa palaciega que sirvió como residencia temporal para el Virrey de la India hasta 1911. El 14 de febrero de 1906, Joseph 
Bamfylde Fuller, el primer Teniente-Gobernador de la entonces provincia de Bengala Oriental y Assam, comenzó su trabajo oficial en el Darbar Hall del Bangabhaban durante el dominio británico. De 1911 a 1947, el palacio fue llamado la Casa del Gobernador, y sirvió como residencia oficial del Gobernador de Bengala. Tras la independencia de Pakistán y la India en 1947, cuando Bengala Oriental se convirtió oficialmente en parte de Pakistán y se conoció como Pakistán Oriental, el palacio se convirtió en la residencia del Gobernador. El edificio fue dañado por una tormenta en 1961; una reconstrucción sustancial fue completada en 1964.
Dos libros de investigación sobre la historia de Bangabhaban, se publicaron el 14 de febrero de 2006 por iniciativa del Presidente Iajuddin Ahmed. Los dos libros separados eran: Hunder Years of Bangabhaban, Bangabhbaner Shatabarsha.

## Estatus

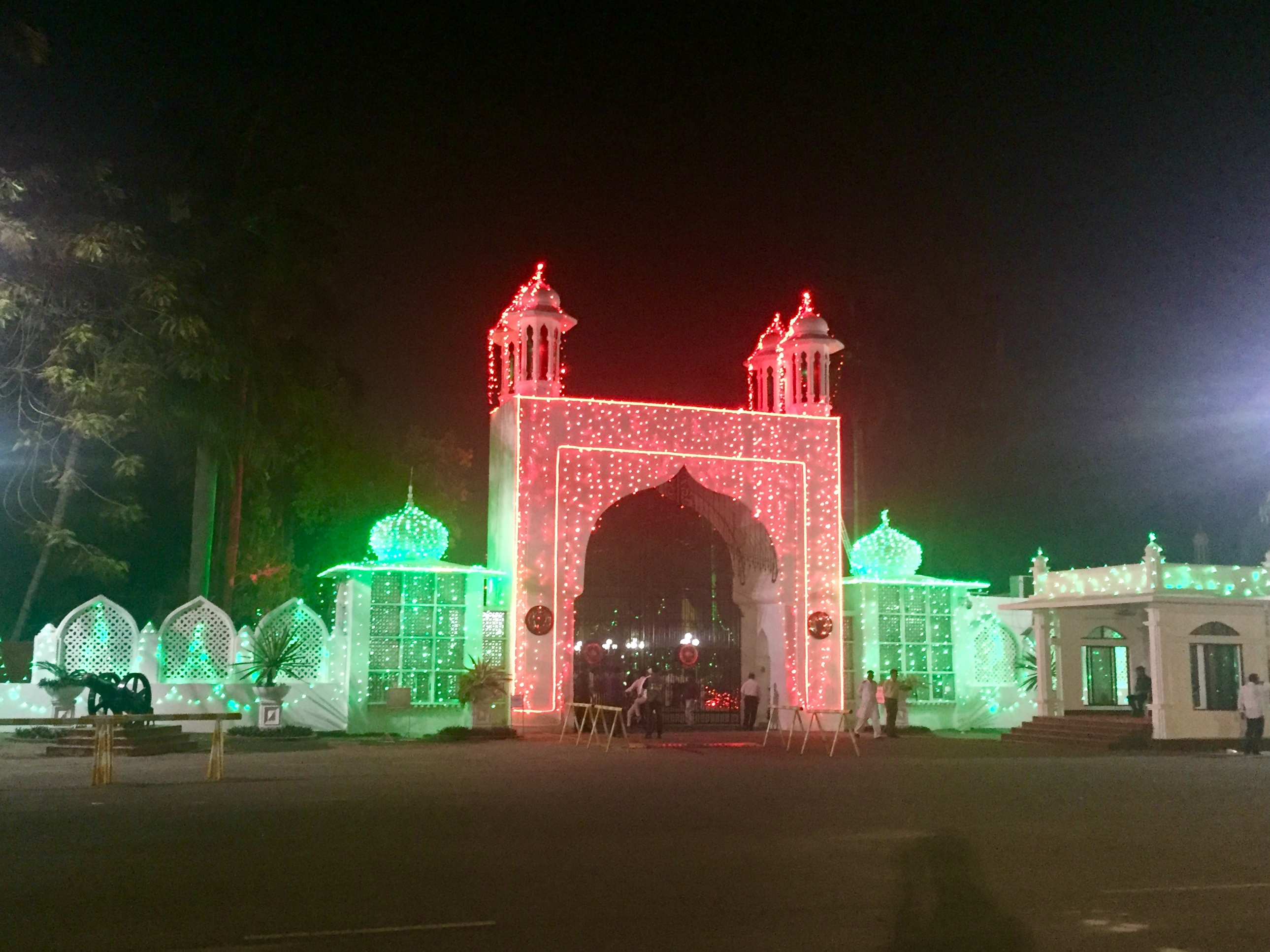
Puerta principal con iluminación decorativa durante las fiestas.

Uno de los símbolos más importantes del gobierno de Bangladés, el Bangabhaban tiene un estatus similar al de la residencia oficial y oficina de los jefes de Estado de todo el mundo. El palacio es un importante hito histórico y centro de atracción mediática y turística. El 26 de marzo de cada año se celebran ceremonias públicas especiales durante el Día de la Independencia de Bangladés. El presidente de Bangladés suele celebrar reuniones, conferencias y cenas de Estado en todas las ocasiones en representación de Bangladés, incluidos líderes nacionales, intelectuales, jefes de Estado y embajadores extranjeros visitantes. Las tradiciones y la pompa del palacio son una indicación simbólica de la superioridad ceremonial de la presidencia con respecto a otras instituciones públicas y nacionales.

## Estructura

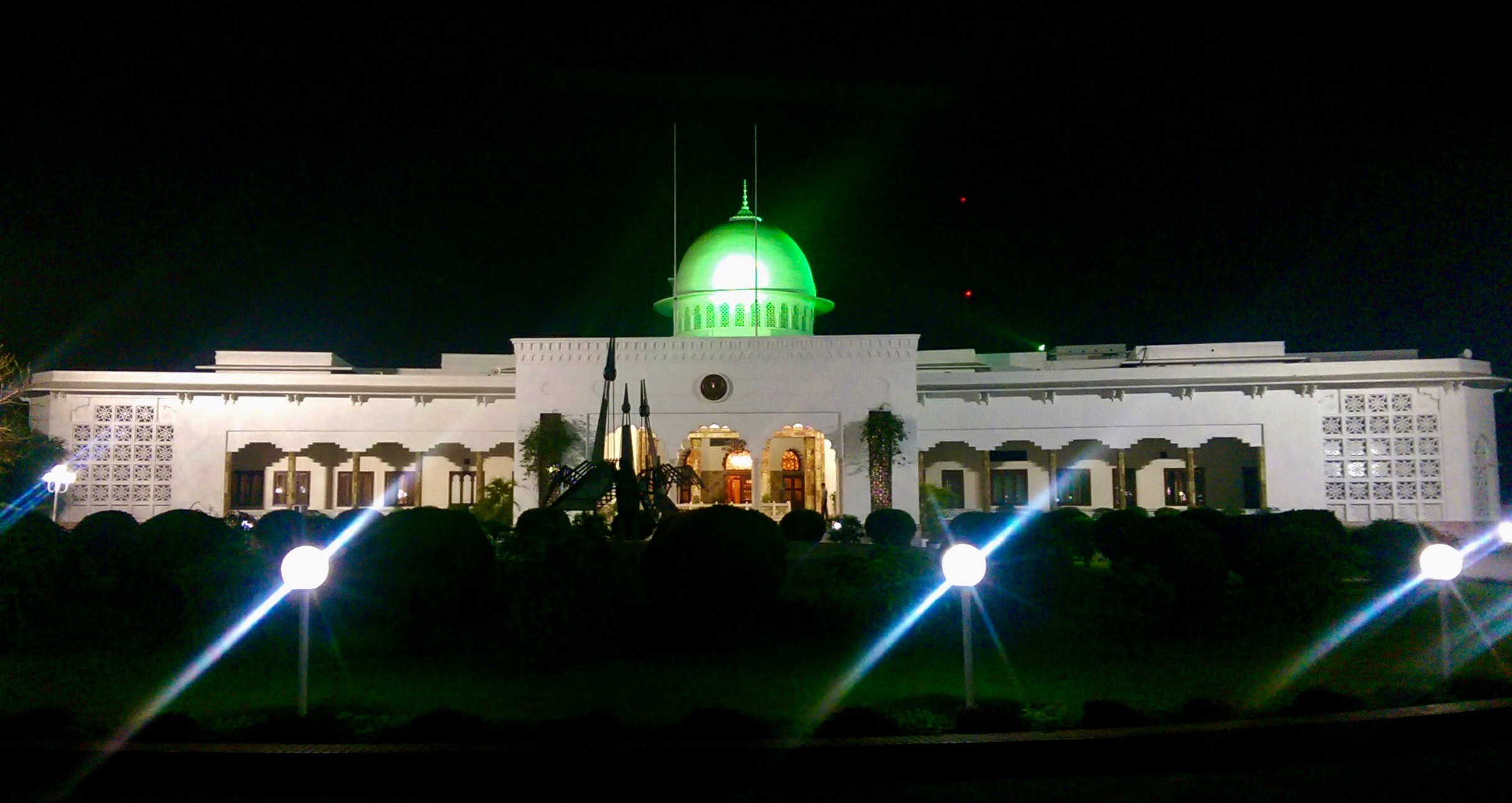
Entrada de la fachada principal.

El Bangabhaban es una mezcla de arquitectura mogol con toques de diseños de la era británica que caracterizan numerosos edificios del Raj británico (1857-1947) en Daca. Con la reconstrucción entre 1961 y 1964, se incorporaron muchos elementos de los estilos de la arquitectura islámica y propia. El palacio tiene altos muros de contención en los cuatro lados. El edificio principal es un complejo palaciego de tres plantas, alrededor del cual se levanta una extensa vegetación y arbórea. La superficie de la planta baja es de 7000 metros cuadrados. La residencia del presidente se encuentra en la esquina noreste, compuesta por dos plantas de dos suites y cinco amplias habitaciones bien amuebladas.
En la planta baja también se encuentran la oficina del presidente, las de los secretarios civiles y militares y otros funcionarios presidenciales, y salas separadas para las audiencias con visitantes locales y extranjeros. Además, hay una sala de gabinete, sala de banquetes, sala de la corte, comedor estatal, un pequeño auditorio y un salón para los visitantes locales. Además de la residencia del presidente, hay cinco habitaciones para funcionarios, una sala de control y un estudio en el primer piso. En el segundo piso, hay cuatro suites para jefes de Estado y de gobierno extranjeros.
El Bangabhaban tiene un complejo de terreno abierto exterior de 20 hectáreas. La oficina de seguridad, la oficina de correos, el banco, la cafetería, la sastrería, una mezquita de tres cúpulas y el cuartel del regimiento de guardias del presidente se encuentran en las proximidades de la puerta principal del palacio. Las residencias para oficiales y personal de la oficina del Presidente se encuentran en tres zonas periféricas del Bangabhaban. También hay dos bungalós, uno para el secretario militar y otro para el secretario militar adjunto.